# Бухарин, Виталий Алексеевич
Виталий Алексеевич Бухарин (1930—2004) — советский учёный и педагог, врач-хирург, доктор медицинских наук, профессор, член-корреспондент АМН СССР (1984), академик РАМН (1995). Заслуженный деятель науки и техники Российской Федерации (1994). Лауреат Ленинской премии (1976) и Государственной премии СССР (1988).

## Биография
Родился 28 апреля 1930 года в Москве.
С 1950 по 1955 год обучался на Втором Московском государственном медицинском институте, который окончил с отличием. С 1955 по 1960 год на педагогической работе в этом же институте и на обучение в клинической ординатуре на кафедре факультетской хирургии, был учеником академика Е. Н. Мешалкина.
С 1960 по 2004 год на научно-исследовательской и клинической работе в НИИ сердечно-сосудистой хирургии имени А. Н. Бакулева АМН СССР (с 1991 года РАМН) в качестве врача-хирурга, с 1967 по 2004 год — заведующий отделением хирургии врождённых пороков сердца. В. А. Бухарин был участником первой в Советском Союзе операции на сердце в условиях искусственного кровообращения.

### Научно-педагогическая деятельность и вклад в науку
Основная научно-педагогическая деятельность В. А. Бухарина была связана с вопросами в области сердечно-сосудистой хирургии, диагностики, морфологии, клиники и хирургического практического лечения сложных врождённых сердечных пороков. Под руководством В. А. Бухарина была выполнена одна из первых в Советском Союзе хирургическая операция по коррекции врождённой патологии аорты и её ветвей, общего предсердия, двойного митрального клапана и отхождения магистральных сосудов от правого желудочка и гипоплазии этого желудочка. В. А. Бухариным были разработаны новые методики хирургической операции с применением клапана содержащих протезов лёгочной артерии, эта методика позволила осуществлять оперативное хирургическое лечение весомой группы пороков сердца. В. А. Бухарин являлся — членом редакционной коллегии научно-медицинского журнала «Грудная хирургия», заместителем председателя бюро Секции сердечно-сосудистой хирургии и членом Президиума Всесоюзного научного общества хирургов, был представителем Советского Союза в Европейском обществе сердечно-сосудистой хирургии.
В 1960 году защитил кандидатскую диссертацию по теме: «Экспериментальная разработка способа создания и устранения ДМПП по закрытой методике», в 1967 году защитил диссертацию на соискание учёной степени доктор медицинских наук по теме: «Радикальное хирургическое лечение больных тетрадой Фалло», в 1970 году ему было присвоено учёное звание профессора. В 1984 году он был избран член-корреспондентом АМН СССР, а в 2000 году — академиком РАМН. Им было написано более двухсот научных работ, в том числе шести монографий. Он являлся редактором редакционного отдела «Кардиоваскулярная хирургия» Большой медицинской энциклопедии.
В 1976 году «за цикл исследований в области ГБО и внедрение этого метода в хирургию сердца» был удостоен Ленинской премии, а в 1988 году «за разработку и внедрение в клиническую практику новых реконструктивных методов хирургического лечения сложных ВПС» был удостоен Государственной премии СССР.
Скончался 23 декабря 2004 года в Москве.

## Премии
- Ленинская премия (1976)
- Государственная премия СССР (1988)
- Заслуженный деятель науки и техники Российской Федерации (12 сентября 1994) — за заслуги в научной деятельности